# M'Cif
M'Cif ou Mecif est une commune de la wilaya de M'Sila en Algérie. 

## Ethnographie
La population fait partie de la (Arch) de Sidi Hamla. De cette tribu dérivent d'autres branches de tribus algériennes.
À l'origine, le Arch de Sidi Hamla comprend quatre groupes principaux: les Oulad Attiya, les Oulad El Hadj, les Oulad Youssef et les  Oulad Yahya.
Le fondateur de la tribu est Sidi Mohammed Ben Hamla Ben Loukmane Ibn Idriss.; dans cette généalogie, Idriss est le fondateur de la dynastie des Idrissides au Maroc.